# Васьковское сельское поселение (Смоленская область)
Васьковское сельское поселение — упразднённое муниципальное образование в составе Починковского района Смоленской области России.
Административный центр — деревня Васьково.
Образовано Законом Смоленской области от 28 декабря 2004 года. Упразднено Законом Смоленской области от 20 декабря 2018 года с включением к 1 января 2019 года всех входивших в его состав населённых пунктов в Шаталовское сельское поселение.

## Географические данные
- Общая площадь: 183,34 км²
- Расположение: центральная часть Починковского района
- Граничило:
  - на севере — с Шаталовским сельским поселением
  - на северо-востоке — с Климщинским сельским поселением
  - на востоке — с Шмаковским сельским поселением
  - на юго-востоке — с Лысовским сельским поселением
  - на юге — с Стодолищенским сельским поселением
  - на западе — с Хиславичским районом
- Крупные реки: Стометь.

## Население
| 2007 | 2011 | 2012 | 2013 | 2014 | 2015 | 2016 |
| ---- | ---- | ---- | ---- | ---- | ---- | ---- |
| 1133 | ↘869 | ↘854 | ↘828 | ↗861 | ↘847 | ↘819 |
| 2017 | 2018 | 2019 |      |      |      |      |
| ↘814 | ↘787 | ↘773 |      |      |      |      |

## Населённые пункты
На территории поселения находилось 16 населённых пунктов.
- Васьково, деревня
- Азаровка, деревня
- Бережок, деревня
- Боговка, деревня
- Ворошилово, деревня
- Гаврюковка, деревня
- Галеевка, деревня
- Гапоново, деревня
- Гута, деревня
- Жигалово, деревня
- Михайловка, деревня
- Никулино, деревня
- Новоселье, деревня
- Семиново, деревня
- Слобода-Полуево, деревня
- Сторино, деревня

## Экономика
Сельхозпредприятия, магазины.